# Quinzinho
Quinzinho, właśc. Joaquín Alberto Da Silva (ur. 4 marca 1974 w Luandzie, zm. 15 kwietnia 2019) – angolski piłkarz występujący na pozycji napastnika.

## Kariera klubowa
Quinzinho karierę rozpoczynał w 1994 roku w zespole AS Aviação. W 1995 roku zdobył z nim Puchar Angoli. W tym samym roku przeszedł do portugalskiego FC Porto z Primeira Liga. W 1996 roku wywalczył z nim mistrzostwo Portugalii. Sezony 1996/1997 oraz 1997/1998 spędził na wypożyczeniach w innych pierwszoligowcach, União Leiria oraz Rio Ave FC. W 1999 roku wraz z Porto ponownie zdobył mistrzostwo Portugalii.
W tym samym roku Quinzinho odszedł do hiszpańskiego Rayo Vallecano. W jego barwach w Primera División zagrał 1 raz. Był to przegrany 0:1 mecz z Realem Saragossa, rozegrany 26 września 1999 roku. Na początku 2000 roku wrócił do Portugalii, gdzie został graczem klubu SC Farense. Spędził tam pół roku. Potem występował w pierwszoligowych CD Aves oraz FC Alverca, a także drugoligowym GD Estoril-Praia.
W 2003 roku Quinzinho wyjechał do Chin, by grać w tamtejszym Guangzhou Xiangxue z Super League. Spędził tam sezony 2003 oraz 2004. W 2005 roku odszedł do Xiamen Blue Lions z League One. W tym samym roku awansował z zespołem do Super League, gdzie grał z nim przez 2 kolejne sezony. W sezonie 2008 reprezentował zaś barwy drugoligowego Wuxi Zobon.
W 2009 roku Quinzinho wrócił do Angoli, gdzie przez dwa sezony występował w drużynie Caála. W 2011 roku przeniósł się do swojego pierwszego klubu, AS Aviação. W tym samym roku zakończył tam karierę.

## Kariera reprezentacyjna
W reprezentacji Angoli Quinzinho zadebiutował w 1994 roku. W 1996 roku znalazł się w drużynie na Puchar Narodów Afryki. Wystąpił na nim w spotkaniach z Egiptem (1:2, gol), RPA (0:1) oraz Kamerunem (3:3). Tamten turniej Angola zakończyła na fazie grupowej.
W 1998 roku Quinzinho ponownie został powołany do kadry na Puchar Narodów Afryki. Zagrał na nim w 3 meczach: z RPA (0:0), Namibią (3:3) oraz Wybrzeżem Kości Słoniowej (2:5), a Angola odpadła z turnieju po fazie grupowej.
W drużynie narodowej Quinzinho grał w latach 1994–2001.